# Greatest Hits II (musikalbum av Queen)
Greatest Hits, Vol II är ett samlingsalbum av Queen. Albumet släpptes 1991 och innehåller hits ifrån 1981-1991.

## Låtlista
1. "A Kind of Magic" (Roger Taylor)
2. "Under Pressure" (Freddie Mercury/Brian May/John Deacon/Roger Taylor/David Bowie)
3. "Radio Ga Ga" (Roger Taylor)
4. "I Want It All" (Queen)
5. "I Want to Break Free" (John Deacon)
6. "Innuendo" (Queen)
7. "It's A Hard Life" (Freddie Mercury)
8. "Breakthru" (Queen)
9. "Who Wants To Live Forever" (Brian May)
10. "Headlong" (Queen)
11. "The Miracle" (Queen)
12. "I'm Going Slightly Mad" (Queen)
13. "The Invisible Man" (Queen)
14. "Hammer to Fall" (Brian May)
15. "Friends Will Be Friends" (John Deacon/Freddie Mercury)
16. "The Show Must Go On" (Queen)
17. "One Vision" (Queen)